# Plumaudan
Plumaudan (bret. Pluvaodan) – miejscowość i gmina we Francji, w regionie Bretania, w departamencie Côtes-d’Armor.
Według danych na rok 1990 gminę zamieszkiwało 787 osób, a gęstość zaludnienia wynosiła 44 osoby/km² (wśród 1269 gmin Bretanii Plumaudan plasuje się na 673. miejscu pod względem liczby ludności, natomiast pod względem powierzchni na miejscu 565.).